# 新井駅 (新潟県)
新井駅（あらいえき）は、新潟県妙高市栄町にある、えちごトキめき鉄道・日本貨物鉄道（JR貨物）の駅である。

## 概要
妙高市の代表駅で、新潟駅 - 北陸新幹線上越妙高駅間を連絡する特急「しらゆき」5往復のうち、2往復は当駅発着となっている。
北陸新幹線金沢延伸前までは東日本旅客鉄道（JR東日本）信越本線に所属する駅であったが、2015年（平成27年）3月14日の北陸新幹線延伸開業に際して並行在来線として経営分離され、第三セクターえちごトキめき鉄道へ移管された。
経営分離前は、兵庫県にある播但線の新井（にい）駅と区別するため、乗車券には「（信）新井」と表記されていた。

## 歴史
- 1886年（明治19年）
  - 8月15日：国鉄の駅として、直江津 - 関山間開通時に開設[2][3]。
  - 8月20日：貨物取扱開始[3]。
- 1954年（昭和29年）1月2日：跨線橋取替完成、渡り初め式挙行[4]。
- 1962年（昭和37年）10月：現在の駅舎が竣工する。
- 1977年（昭和52年）7月1日：みどりの窓口開設[5]。
- 1986年（昭和61年）3月3日：荷物扱い廃止[3]。
- 1987年（昭和62年）4月1日：国鉄分割民営化に伴い、JR東日本・JR貨物の駅となる[3]。
- 1994年（平成6年）10月1日：コンテナ貨物取扱開始[3]。
- 2007年（平成19年）12月27日：貨物列車最終運行日。2008年（平成20年）3月15日のダイヤ改正で列車の設定も廃止された[3]。
- 2015年（平成27年）
  - 1月10日：この日限りでKIOSK営業終了。
  - 3月14日：北陸新幹線長野駅 - 金沢駅間延伸に伴い、えちごトキめき鉄道へ移管[2]。新潟駅発着の特急「しらゆき」5往復のうち2往復が当駅発着となった他、当駅 - 新潟駅間快速列車2往復が新設された。
- 2017年（平成29年）5月1日：JR線発券システムをビジネスえきねっとからマルス端末に更新。
- 2018年（平成30年）3月17日：ダイヤ改正で新たにあいの風とやま鉄道線・日本海ひすいライン（泊発直江津経由当駅止まり）の直通列車が運行を開始する。
- 2023年（令和5年）2月13日：1番線に学生のための自習室「study(スタディ)オアシス」を設置。（利用時間は15：00～18：00）

## 駅構造
島式ホーム1面2線と単式ホーム1面1線、計2面3線を有する地上駅で、駅舎は単式ホーム1番のりば側にあり、両ホームは跨線橋で連絡している。
えちごトキめき鉄道が管理する直営駅で、地区管理駅として二本木駅を管理している。
コンコースには窓口と有人改札口（営業時間 7時00分 - 18時00分）のほか、タッチパネル式自動券売機・屋内待合室・自動販売機が設置されている。
窓口にはETR線乗車券・オリジナルグッズの他、マルス端末が設置されており 、全国JR線乗車券や特急券（自由席・指定席・グリーン券）・特別企画乗車券（えちごツーデーパス等）も販売している。
化粧室は改札外（駅舎左側）と1番線ホーム上に設置されている。

### JR時代
JR東日本新潟支社が管理する直営駅（駅長配置）で、自駅のみの単駅管理駅として運営が行われていた。
みどりの窓口や有人改札口（営業時間 6:30 - 20:00）を有しており、待合室内には2015年（平成27年）1月10日まで売店の「KIOSK」が出店していた。企画乗車券に対応したレンタサイクル貸出も実施していたが、経営分離に当たって廃止となった。

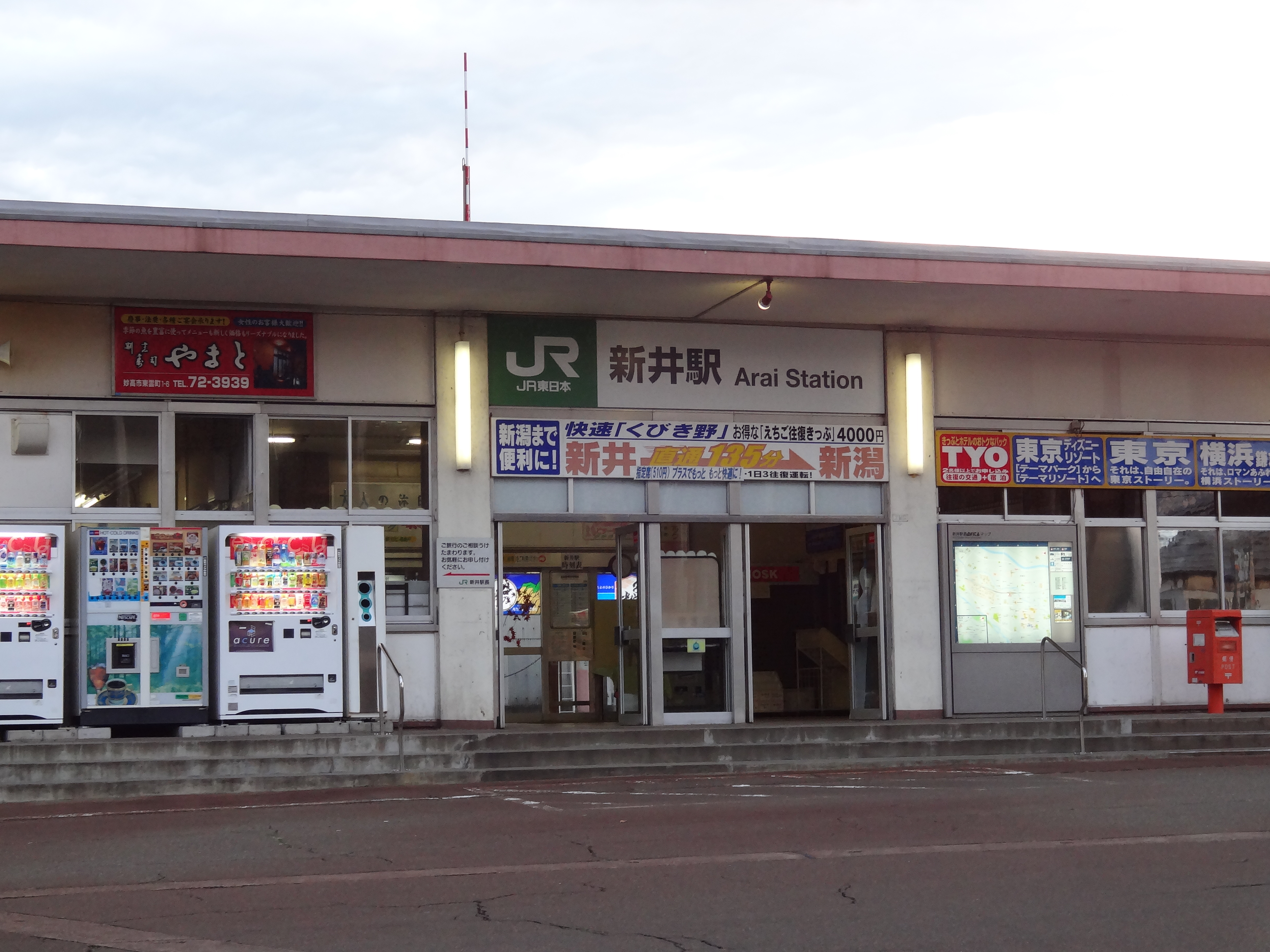
JR時代の駅入口（2013年11月）
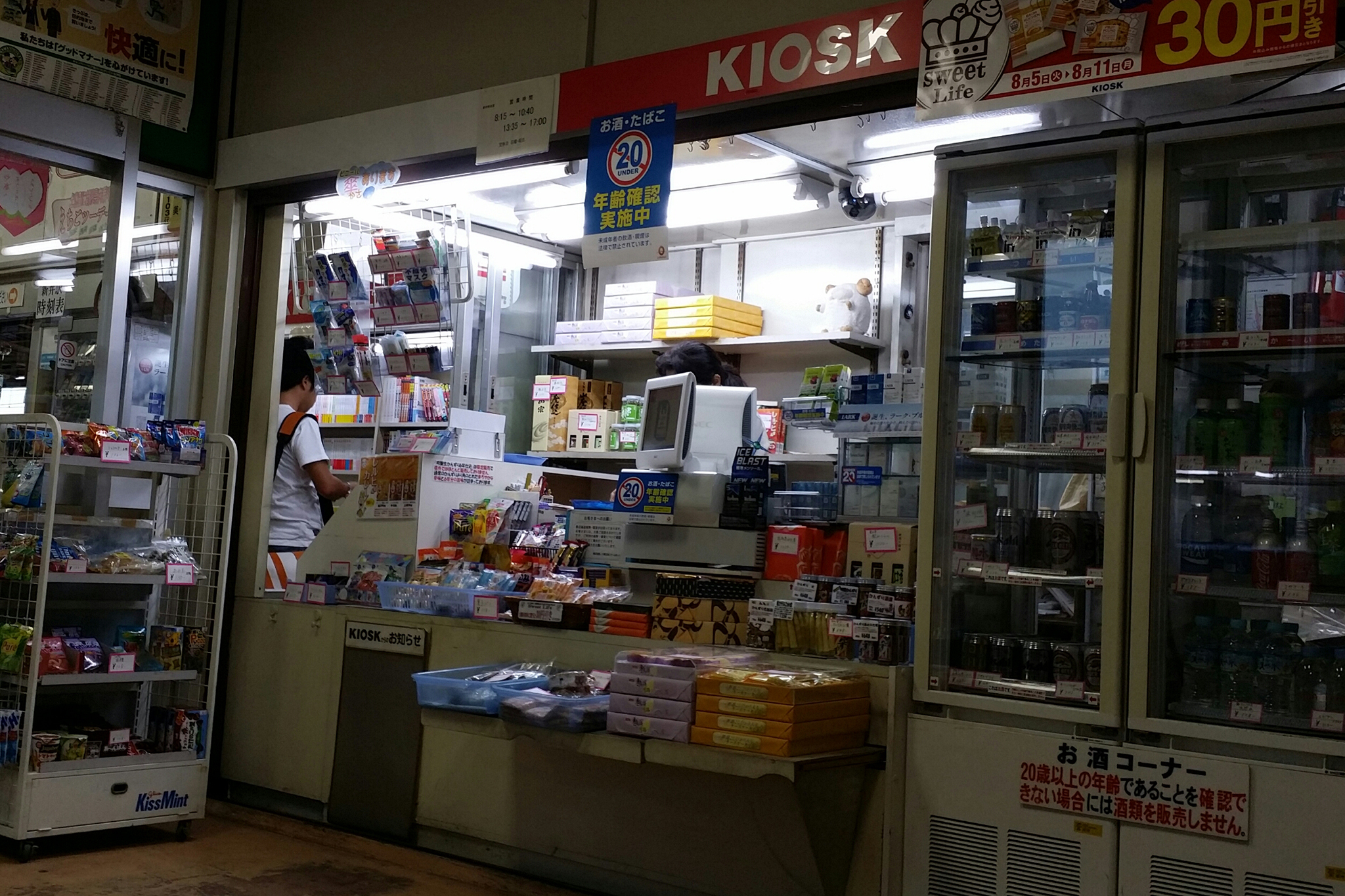
売店「KIOSK」（2014年8月）

### のりば
| のりば | 路線                | 方向 | 行先                       | 備考     |
| ------ | ------------------- | ---- | -------------------------- | -------- |
| 1      | ■妙高はねうまライン | 下り | 上越妙高・高田・直江津方面 |          |
| 2      | ■妙高はねうまライン | 上り | 妙高高原方面               |          |
| 3      | ■妙高はねうまライン | 下り | 上越妙高・高田・直江津方面 | 当駅始発 |

- この他、1番のりばと2番のりば間には中線があり、貨物列車の停車・入換作業で使用されている。
- 特急「しらゆき」は、3番のりばを使用する。

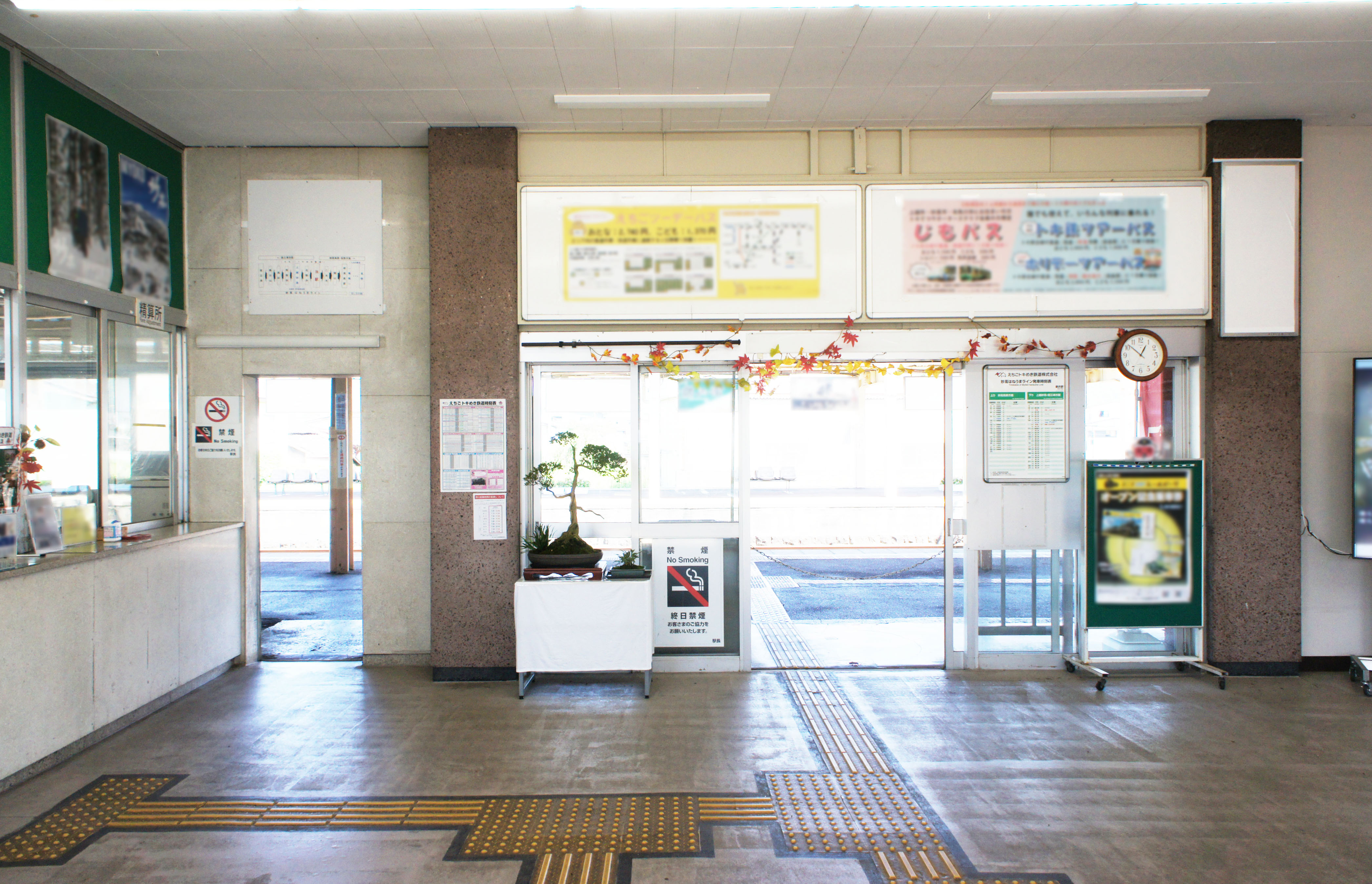
改札口（2021年8月）
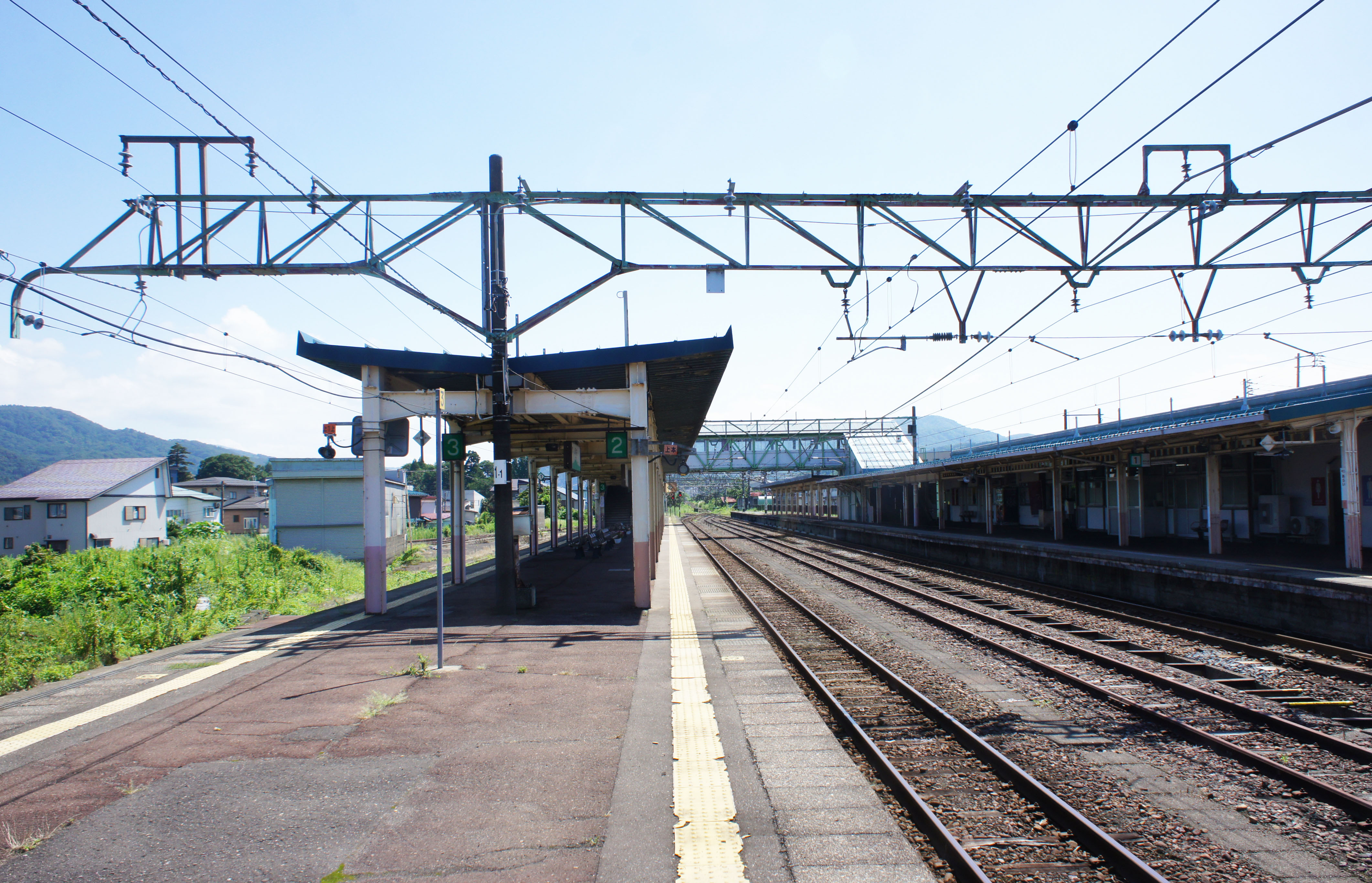
ホーム（2021年8月）

## 貨物取扱
JR貨物の駅は、専用線発着コンテナ貨物・専用線発着車扱貨物取扱駅となっているが、2008年（平成20年）3月15日ダイヤ改正で貨物列車設定が廃止された。旅客駅がトキめき鉄道へ転換された後も、登録抹消は行われていない。
2007年末に列車運行が廃止される前は、駅北側にあるダイセル新井工場へ専用線が続いており、コンテナやタンク車による原料・製品輸送が行われていた。酒田港駅から液化塩素や苛性ソーダ等が到着していた他、化学薬品発送も行っていた。

## 利用状況
2023年度（令和5年度）の1日平均乗車人員は774人である。
2000年度（平成12年度）以降の推移は以下の通り。なお、2000年度（平成12年度） - 2014年度（平成26年度）の統計はJR東日本時代のものである。また、2014年度（平成26年度）の統計は非公表である。
| 乗車人員推移       | 乗車人員推移     | 乗車人員推移    |
| 年度               | 1日平均 乗車人員 | 出典            |
| ------------------ | ---------------- | --------------- |
| 2000年（平成12年） | 1,393            | [ 利用客数 2 ]  |
| 2001年（平成13年） | 1,391            | [ 利用客数 3 ]  |
| 2002年（平成14年） | 1,371            | [ 利用客数 4 ]  |
| 2003年（平成15年） | 1,469            | [ 利用客数 5 ]  |
| 2004年（平成16年） | 1,342            | [ 利用客数 6 ]  |
| 2005年（平成17年） | 1,358            | [ 利用客数 7 ]  |
| 2006年（平成18年） | 1,338            | [ 利用客数 8 ]  |
| 2007年（平成19年） | 1,286            | [ 利用客数 9 ]  |
| 2008年（平成20年） | 1,348            | [ 利用客数 10 ] |
| 2009年（平成21年） | 1,266            | [ 利用客数 11 ] |
| 2010年（平成22年） | 1,294            | [ 利用客数 12 ] |
| 2011年（平成23年） | 1,222            | [ 利用客数 13 ] |
| 2012年（平成24年） | 1,168            | [ 利用客数 14 ] |
| 2013年（平成25年） | 1,196            | [ 利用客数 15 ] |
| 2014年（平成26年） | 非公表           | 非公表          |
| 2015年（平成27年） | 1,016            | [ 利用客数 16 ] |
| 2016年（平成28年） | 993              | [ 利用客数 17 ] |
| 2017年（平成29年） | 973              | [ 利用客数 18 ] |
| 2018年（平成30年） | 1,003            | [ 利用客数 19 ] |
| 2019年（令和元年） | 973              | [ 利用客数 20 ] |
| 2020年（令和02年） | 731              | [ 利用客数 21 ] |
| 2021年（令和03年） | 726              | [ 利用客数 22 ] |
| 2022年（令和04年） | 762              | [ 利用客数 23 ] |
| 2023年（令和05年） | 774              | [ 利用客数 1 ]  |

## 駅周辺
駅周辺は妙高市の中心部である新井市街地で、駅正面側は商店街となっており市役所も徒歩圏内にある。

### 駅正面
駅前から西へ2本に伸びる通りのうち北側の通りは片持ちアーケードの架かる商店街となっており、商店や飲食店が並ぶほか2017年まではスーパーマーケットがあった。また、毎月6と10の付く日と30日に六・十市と呼ばれる朝市が開かれ、賑わっている。南側の通り（新潟県道125号新井停車場線）には後述の新井バスターミナルや妙高市役所が並ぶ。駅から西へ400 mほど離れた南北方向の通りは北国街道であり、宿場町新井宿となっていた。
このほか、市街地には県立高校（新井高校）・市立小中学校をはじめ、公共施設や医療機関、金融機関などが多く所在している。
当駅はロッテアライリゾートの最寄り駅であり、送迎バスが運行されることもある。
- 新潟県道63号上越新井線<山麓線>

### 駅裏側
宿泊施設としてホテルルートイン新井があり、商業施設や消防署などが立地している。
- 国道292号
- 新潟県道30号新井柿崎線

## バス路線

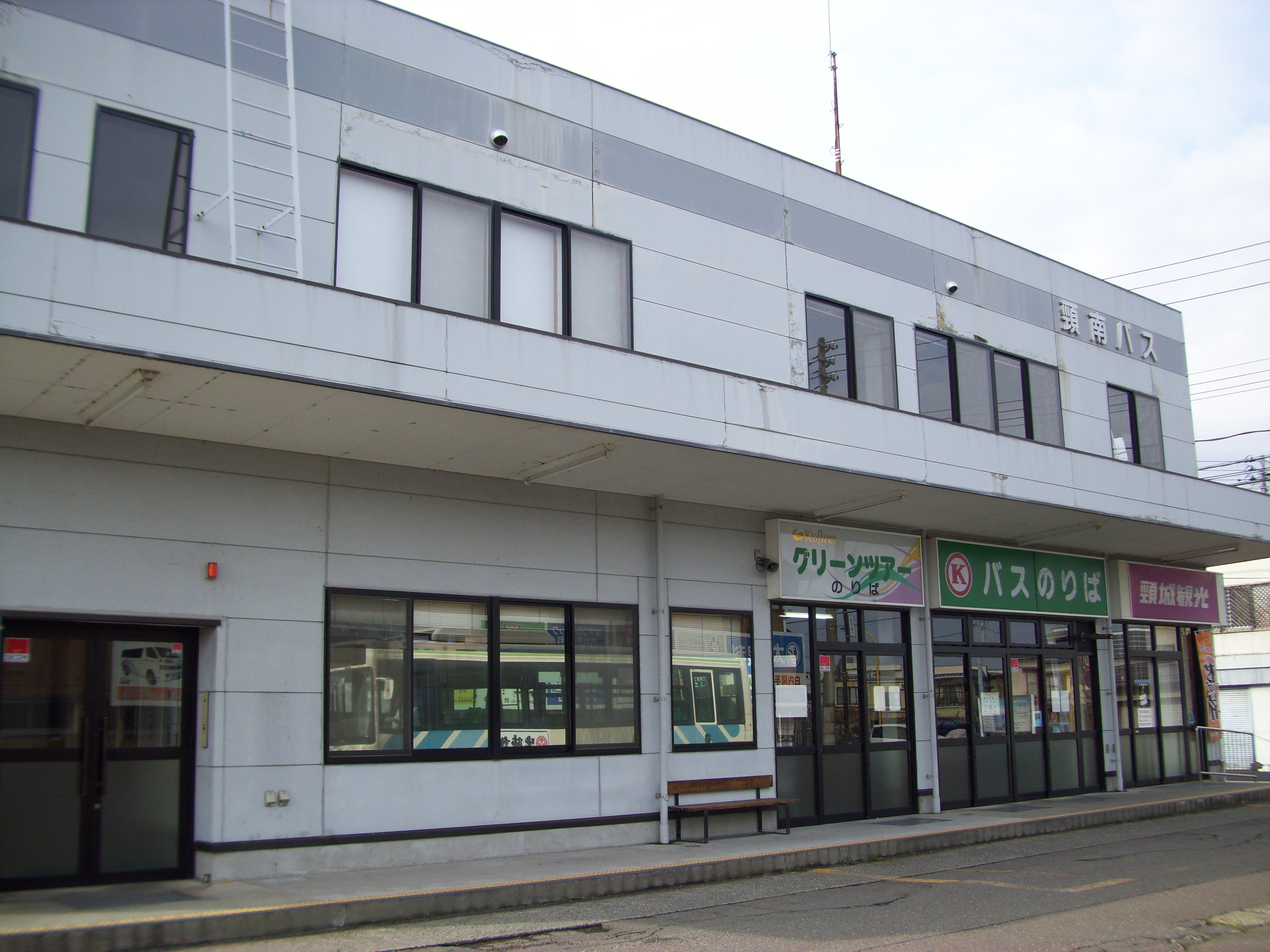
新井バスターミナル

駅舎前が狭いため一般路線バスは駅舎西側（徒歩2分）の頸南バス新井バスターミナルを発着する。
2020年4月時点での情報を示す。
- 頸城自動車
  - 1 上越大通り線
- くびき野バス
  - 48 斐太線
- 頸南バス
  - 73 新井・板倉線 ※板倉で各方面への支線に接続する。
- 乗合タクシー
  - 90 関山ルート
  - 91 岡沢ルート
- 妙高市市営バス[18]
  - 平丸線（上平丸 行）
  - 上小沢線（上小沢 行）
  - 原通線（大鹿 行）
  - 矢代線（循環）
  - 広島線（循環）
- コミュニティバス ※駅発着[19]
  - いきいき長沢

## エピソード

### 改修計画
妙高市では当駅を妙高高原駅と合わせ、2018年度着工を目標に改修し、跨線橋へのエレベータ設置などを計画していたが、2016年に既設の跨線橋が流用できないなどで改修費用が想定を超え、市で全額を賄えないことから妙高高原駅と共に計画中止となることが報道された。

### 駅名の発音
「新井」を発音する上でのアクセントは、2文字目の「ら」に置かれることがある（これは白根、燕、新発田など県内の3文字地名で多く見られるパターンである）。

## 駅スタンプ

### JR時代のスタンプ
- 『雄大な自然と豊かな水が育む町』

### 移管後のスタンプ
- 『おたやで賑わう東本願寺別院』

## 隣の駅
えちごトキめき鉄道
■妙高はねうまライン
- 特急「しらゆき」発着駅

■快速（土休日のみ運転、臨時列車扱い）
二本木駅 - 新井駅 - 上越妙高駅
■普通（「おかえり上越」も含む）
二本木駅 - 新井駅 - 北新井駅

### 記事本文